# Şehsuvar Hanim
Şehsuvar Hanım (Istambul, 2 de maio de 1881 — Paris, 1945), também chamada de Şehsuvar Kadın, foi a esposa do califa Abdul Mejide II e Califa Consorte do Califado Otomano de 1922 até a Abolição do Califado, em 1924. Nascida em 1881, casou com Abdul, aos quinze anos, em 22 de dezembro de 1896. Omer Faruk, o único filho do casal nasceu em 29 de fevereiro de 1898. 

## Descendentes
| Nome               | Aniversário             | Morte               | Notas                                          |
| ------------------ | ----------------------- | ------------------- | ---------------------------------------------- |
| Şehzade Ömer Faruk | 27 de fevereiro de 1898 | 28 de março de 1969 | Casou-se duas vezes e teve filhos, três filhas |